# Ilo (tỉnh)
Tỉnh Ilo (tiếng Tây Ban Nha: Provincia de Ilo) là một tỉnh thuộc vùng Moquegua của Peru. Tỉnh Ilo có diện tích 1381 km², dân số thời điểm theo điều tra dân số ngày 11 tháng 7 năm 1993 là 51481 người. Tỉnh lỵ đóng ở Ilo.